# セッテフラーティ
セッテフラーティ（伊: Settefrati）は、イタリア共和国ラツィオ州フロジノーネ県にある、人口約700人の基礎自治体（コムーネ）。

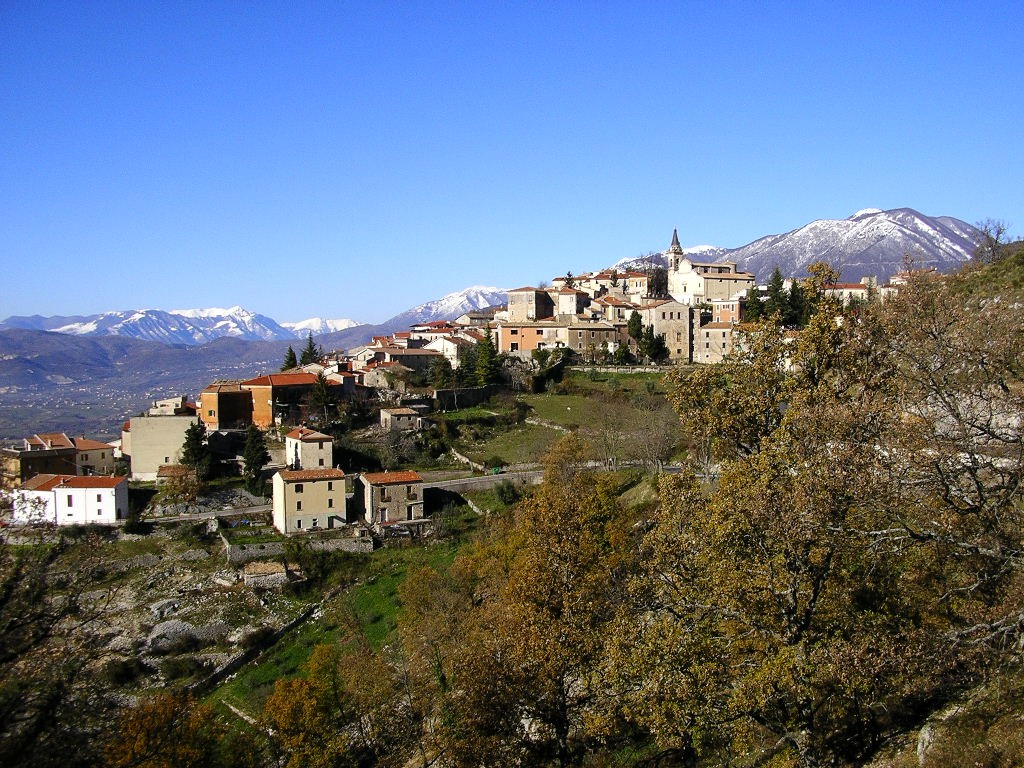
Panorama invernale

## 地理

### 位置・広がり

#### 隣接コムーネ
隣接するコムーネは以下の通り。括弧内のAQはラクイラ県（アブルッツォ州）所属を示す。
- バッレーア (AQ)
- チヴィテッラ・アルフェデーナ (AQ)
- ガッリナーロ
- オーピ (AQ)
- ピチニスコ
- サン・ドナート・ヴァル・ディ・コミーノ

### 気候分類・地震分類
セッテフラーティにおけるイタリアの気候分類 (it) および度日は、zona E, 2477 GGである。
また、イタリアの地震リスク階級 (it) では、zona 1 (sismicità alta) に分類される。

## 行政

### 山岳部共同体
広域行政組織である山岳部共同体「ヴァッレ・ディ・コミーノ山岳部共同体」 (it:Comunità montana Valle di Comino) （事務所所在地: アティーナ）を構成するコムーネの一つである。

### 分離集落
セッテフラーティには、以下の分離集落（フラツィオーネ）がある。
- Antica, Colle Pizzuto, Frattaroli, Lota, Perillo, Pietrafitta, Tellino, Tiani, Valle Pecorina